# Jückelberg
Jückelberg es una localidad situada en el municipio de Nobitz del distrito de Altenburger Land, en el estado federado de Turingia (Alemania), a una altitud de 255 metros. Es una pequeña aldea de unos treinta habitantes situada junto a la frontera con el estado de Sajonia.
Junto con las vecinas localidades de Flemmingen y Wolperndorf, formaba un municipio hasta que el 6 de julio de 2018 fue incorporado administrativamente a Nobitz. El municipio, creado en 1973 mediante la agrupación administrativa de las tres localidades, contaba con una población de unos trescientos habitantes en sus últimos años.